# Эгейт, Фредерик Стайлз

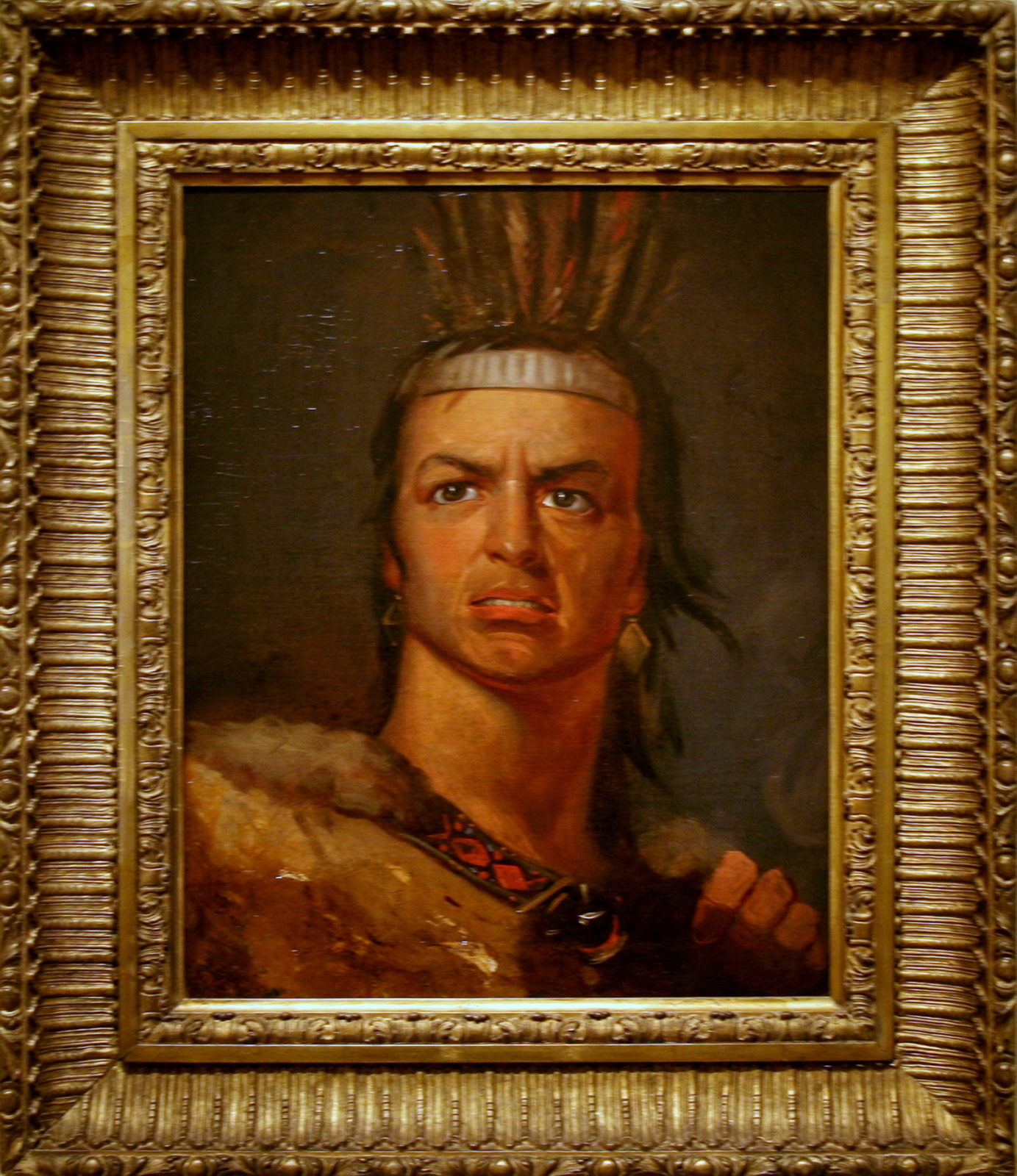
Портрет актёра Эдвина Форреста в роли йндейца Метамора в одноименной пьесе Дж. О. Стоуна

Фредерик Стейл Эгейт (29 января 1803 — 1 мая 1844) ― американский художник, живописец. Педагог.

## Биография
Родился в семье иммигрантов из Англии.
Старший брат художника Альфреда Томаса Эгейта (1812—1846). В возрасте 15 лет переехал в Нью-Йорк, где стал учиться живописи у Джона Рубенса Смита.
В 1825 году со своим другом Томасом С. Каммингсом обучался под руководством Сэмюэля Морзе в Национальной академии изящных искусств в Нью-Йорке. Агат и Каммингс, лишенные возможности самостоятельно рисовать и недовольные этим воспротивились методам, царящим в академии, и стали одними из основателей Ассоциации рисования в Нью-Йорке, которая в 1825 году превратилась в Национальную академию дизайна США.
Начиная с 1827 года, Эгейт работал в жанре исторической и портретной живописи. Имел мастерскую на Бродвее в Нью-Йорке. В 1834—1835 годах жил и творил в Париже и Флоренции, где заболел туберкулёзом. В Италии знакомился с творчеством известных мастеров.
В Нью-Йорке был активным членом Национальной академии дизайна, был избран в её правящий совет (в 1839). В 1840 году назначен куратором (хранителем) Академии, в этом качестве участвовал в руководстве и управлении имуществом академией. С 1840 по 1844 год преподаватель рисования в Академии дизайна.
Умер в 1844 году, возвращаясь домой в Спарту при невыясненных обстоятельствах.
Автор картин на религиозные, аллегорические сюжеты, ряда портретов.